# 千郷村
千郷村（ちさとむら）は、愛知県南設楽郡にかつて存在した村。
平成の大合併以前の新城市西部に該当する。村名は、千秋村（ちあきむら）と西郷村（さいごうむら）から一文字ずつとった合成地名である。

## 地理
村のおおよそ北半分は山地で最も高い地点は、隣の一宮村に位置する砥鹿神社奥宮に近い地点で約780メートル。この付近を水源とする境川が一宮村との境を流れ、千郷村の南を流れる豊川に注ぐ。
2013年には旧村域で新城市の千郷地域自治区が編成された。

## 歴史
- 江戸時代、この地域は三河国設楽郡であり、旗本領、寺社領などであった。
- 1906年（明治39年）5月1日 - 千秋村、西郷村が合併し、千郷村となる。
- 1955年（昭和30年）4月15日 - 南設楽郡新城町、千郷村、東郷村と八名郡舟着村、八名村と合併し、改めて新城町となる。

## 交通機関
1898年（明治31年）4月25日に豊川鉄道が一宮 - 新城間を延伸開業させ、1918年（大正7年）1月1日に野田城駅を開設した。1943年に買収国有化され国有鉄道飯田線となった。

## 社寺
- 泉龍院

## 史跡
- 野田城址